# Color Rush
Color Rush (컬러 러쉬?, Keolleo reoswiLR, K'ŏllŏ rŏshwiMR) è una webserie sudcoreana del 2020 interpretata da Yoo Jun e Hur Hyun-jun. Basata sull'omonimo romanzo boys' love, racconta la storia di Yeon-woo, interpretato da Yoo, che può vedere il mondo solo in vari toni di grigio, e Yoo-han, interpretato da Hyunjun  con il quale Yeon-woo sperimenta una "color rush" – essere improvvisamente in grado di vedere il colore. È stata presentata in anteprima in Corea del Sud su Seezn, Wavve, Naver Series On e Skylife VOD e in tutto il mondo su Rakuten Viki, Viu e Line TV il 30 dicembre 2020 e si è conclusa il 21 gennaio 2021. La serie è stata rinnovata per una seconda stagione il 28 ottobre 2021.

## Trama
Yeon-woo, sofferente di acromatopsia, è in grado di vedere il mondo solo nelle diverse tonalità di grigio, ma quando incontra Yoo-han, il suo amante destinato, Yeon-woo sperimenta una "color rush", un fenomeno che gli fa improvvisamente vedere i colori attraverso esperienze intense. I due, insieme alla zia di Yeon-woo, si metteranno poi alla ricerca della madre del ragazzo scomparsa da anni e faranno luce sul mistero che circonda la sua scomparsa.